# Komora w Jatkach
Komora w Jatkach – jaskinia w Dolinie Strążyskiej w Tatrach Zachodnich. Wejście do niej położone jest w Jatkach, w grzbiecie Łysanek, w pobliżu Dziurawej Niszy w Jatkach, na wysokości 1190 metrów n.p.m. Długość jaskini wynosi 8,5 metrów, a jej deniwelacja 1 metr.

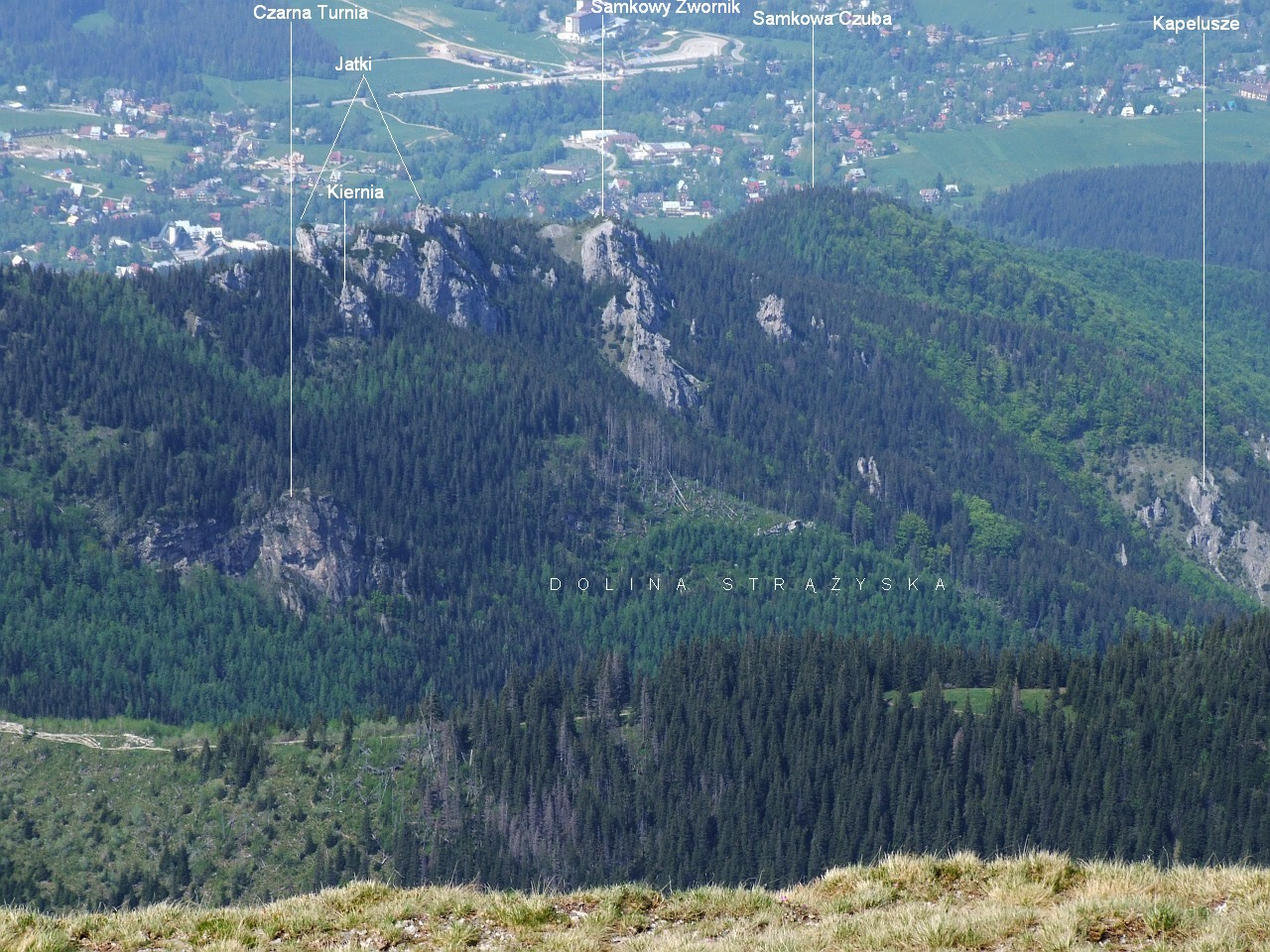
Widok na Łysanki. W środkowej części Jatki

## Opis jaskini
Jaskinię stanowi idący w dół korytarz zaczynający się w niewielkim otworze wejściowym, a kończący zaciskiem za którym znajduje się obszerna, pozioma sala. Odchodzą z niej dwa krótkie korytarzyki.

## Przyroda
W jaskini można spotkać nacieki grzybkowe. Na ścianach przy otworze rosną mchy.

## Historia odkryć
Brak jest danych o odkrywcach jaskini. Jej pierwszy plan i opis sporządziła I. Luty przy współpracy A. Połockiej w 2003 roku.